# Eleição municipal de São Luís em 2016
A eleição municipal de São Luís em 2016 ocorreu em 2 de outubro de 2016 para eleger um prefeito, um vice-prefeito e 31 vereadores para a administração da cidade. O prefeito titular era Edivaldo Holanda Júnior, do PDT, que foi reeleito no segundo turno com 53,94% dos votos, concorrendo contra o deputado estadual Eduardo Braide, do PMN, que recebeu 46,06% dos votos, em 30 de outubro de 2016.

## Candidatos
Apresentação de acordo com a ordem da propaganda eleitoral:
Legenda
| Candidato a prefeito                                                                        | Candidato a vice-prefeito                                                                   | Nº                                                                                          | Coligação/Partido                                                                           | Coligações proporcionais/Partido | Tempo de horário eleitoral |
| ------------------------------------------------------------------------------------------- | ------------------------------------------------------------------------------------------- | ------------------------------------------------------------------------------------------- | ------------------------------------------------------------------------------------------- | --- | -------------------------- |
| Wellington do Curso PP                                                                      | Roberto Rocha Júnior PSB                                                                    | 11                                                                                          | Por Amor à São Luís PP, PHS, PSB, PSD                                                       | Por Amor à São Luís I PP, PSB Partido Humanista da Solidariedade PHS Partido Social Democrático PSD | 2 min e 15 s               |
| Eliziane Gama PPS                                                                           | José Joaquim PSDB                                                                           | 23                                                                                          | São Luís de Verdade PPS, PSDC, PSDB, PTN, PRTB, REDE, PTdoB, SD, PV                         | São Luís de Verdade II PPS, PSDB, PSDC Juntos por São Luís I PRTB, PTN, REDE Juntos por São Luís II SD, PTdoB, PV                                                                                                | 1 min e 55 s               |
| Zeluis Lago PPL                                                                             | Simone PPL                                                                                  | 54                                                                                          | Partido Pátria Livre PPL                                                                    | Partido Pátria Livre PPL | 6 segundos                 |
| Fábio Câmara PMDB                                                                           | Coronel Flávio de Jesus PMDB                                                                | 15                                                                                          | Coragem Pra Fazer PMDB, PRP                                                                 | Coragem Pra Fazer PMDB, PRP | 1 min e 25 s               |
| Valdeny Barros PSOL                                                                         | Aline Maria PSOL                                                                            | 50                                                                                          | São Luís - O Caminho é pela Esquerda PSOL, PCB                                              | São Luís - O Caminho é pela Esquerda PSOL, PCB | 12 segundos                |
| Eduardo Braide PMN                                                                          | Gilmar dos Anjos1 PMN                                                                       | 33                                                                                          | Partido da Mobilização Nacional PMN                                                         | Partido da Mobilização Nacional PMN | 10 segundos                |
| Rose Sales PMB                                                                              | Sidinei Lima PMB                                                                            | 35                                                                                          | Partido da Mulher Brasileira PMB                                                            | Partido da Mulher Brasileira PMB | 7 segundos                 |
| Edivaldo Holanda Júnior PDT                                                                 | Professor Julio Pinheiro PCdoB                                                              | 12                                                                                          | Pra Seguir em Frente PDT, PTB, PRB, PSC, PR, DEM, PROS, PCdoB, PTC, PSL, PEN, PT            | Juntos Pra Seguir em Frente PDT, DEM, PR, PROS Juntos Pra Seguir em Frente I PTB, PEN São Luís de Todos Nós PSC, PCdoB O Trabalho Continua PTC, PT Partido Republicano Brasileiro PRB Partido Social Liberal PSL | 3 min e 39 s               |
| Cláudia Durans PSTU                                                                         | Jean Magno PSTU                                                                             | 16                                                                                          | Partido Socialista dos Trabalhadores Unificado PSTU                                         | Partido Socialista dos Trabalhadores Unificado PSTU | 6 segundos                 |
| ↑1 - Gilmar dos Anjos substituiu Dilmar Araújo após este assumir a coordenação de campanha. | ↑1 - Gilmar dos Anjos substituiu Dilmar Araújo após este assumir a coordenação de campanha. | ↑1 - Gilmar dos Anjos substituiu Dilmar Araújo após este assumir a coordenação de campanha. | ↑1 - Gilmar dos Anjos substituiu Dilmar Araújo após este assumir a coordenação de campanha. | ↑1 - Gilmar dos Anjos substituiu Dilmar Araújo após este assumir a coordenação de campanha. | Sobras: 16 segundos        |

## Plano de mídia
A audiência pública do plano de mídia da eleição municipal ocorreu em 18 de agosto de 2016, no Fórum Desembargador Francisco Costa Fernandes Sobrinho. Pelo segundo ano consecutivo, através de sorteio, a TV Difusora e a Rádio Capital foram escolhidas para gerarem respectivamente o Horário eleitoral gratuito na televisão e no rádio. De acordo com as alterações feitas pela Lei nº 13.165/2015 no Código Eleitoral Brasileiro, a duração da propaganda será de 10 minutos, apenas para prefeito, e de 100% das inserções diárias, 40% serão para vereador. A partir da divisão de tempo com base na proporção das bancadas partidárias no Congresso Nacional, a Coligação Pra Seguir em Frente ficou com o maior tempo de programa eleitoral (3 minutos e 39 segundos), enquanto o menor tempo ficou com o PPL e o PSTU (6 segundos cada).
No segundo turno, inicialmente foram acordados 20 minutos de propaganda eleitoral, sendo 10 minutos para cada candidato, com transmissão entre 11 de outubro e 28 de outubro. Porém, após decisão homologada pelo juiz Manoel Matos de Araújo Chaves a pedido da Coligação Pra Seguir em Frente e do PMN, sob a alegação de que "a legislação eleitoral teria superestimado o tempo de propaganda eleitoral gratuita", o tempo foi reduzido para 10 minutos, sendo 5 minutos para cada candidato.

## Pesquisas

### 1º turno
| Data       | Instituto | Edivaldo (PDT) | Eliziane (PPS) | Wellington (PP) | Eduardo (PMN) | Fábio (PMDB) | Valdeny (PSOL) | Rose (PMB) | Cláudia (PSTU) | Zeluis (PPL) | Brancos e nulos | Não sabe/ Não respondeu |
| ---------- | --------- | -------------- | -------------- | --------------- | ------------- | ------------ | -------------- | ---------- | -------------- | ------------ | --------------- | ----------------------- |
| 12/08/2016 | Exata     | 25%            | 21%            | 18%             | 3%            | 2%           | 0%             | 7%         | 1%             | 1%           | 12%             | 10%                     |
| 28/08/2016 | Data M    | 35,5%          | 20,9%          | 15,2%           | 2,6%          | 4,1%         | 0%             | 4,7%       | 0,3%           | 0,2%         | 9,8%            | 6,7%                    |
| 29/08/2016 | Impar     | 23,65%         | 18,50%         | 16,56%          | 3,32%         | 3,5%         | 0,26%          | 4,36%      | 0,44%          | 2,1%         | 18,32%          | 9,51%                   |
| 30/08/2016 | Prever    | 31,2%          | 17,1%          | 17%             | 5,2%          | 3%           | 0,3%           | 4,6%       | 0,6%           | 0,7%         | 12,6%           | 7,7%                    |
| 30/08/2016 | IBOPE     | 29%            | 16%            | 20%             | 5%            | 5%           | 0%             | 5%         | 2%             | 1%           | 12%             | 5%                      |
| 03/09/2016 | Escutec   | 30,6%          | 18,5%          | 19,5%           | 6,5%          | 4,1%         | 0%             | 4%         | 0%             | 1%           | 9,8%            | 6%                      |
| 09/09/2016 | Data M    | 39,6%          | 7,9%           | 23,7%           | 3%            | 2,2%         | 0%             | 1,8%       | 0,9%           | 0,1%         | 12,3%           | 8,6%                    |
| 09/09/2016 | Exata     | 32%            | 15%            | 25%             | 3%            | 2%           | 0%             | 2%         | 1%             | 1%           | 10%             | 9%                      |
| 14/09/2016 | IBOPE     | 37%            | 10%            | 31%             | 3%            | 3%           | 1%             | 2%         | 1%             | 1%           | 8%              | 3%                      |
| 16/09/2016 | Data M    | 40,7%          | 7,8%           | 25,8%           | 2,2%          | 3,0%         | 0%             | 1,5%       | 1,4%           | 0,5%         | 11,5%           | 5,6%                    |
| 17/09/2016 | Escutec   | 35,8%          | 11,5%          | 26,3%           | 4,6%          | 3,5%         | 0,4%           | 2,9%       | 0,5%           | 0,5%         | 5,1%            | 9%                      |
| 23/09/2016 | Data M    | 47,1%          | 3,7%           | 25,7%           | 2,6%          | 1,4%         | 0,2%           | 0,6%       | 1,1%           | 0,1%         | 8,9%            | 8,7%                    |
| 24/09/2016 | Escutec   | 45,3%          | 8,8%           | 24%             | 5,5%          | 3%           | 0,5%           | 2%         | 0,5%           | 0,5%         | 4%              | 6%                      |
| 28/09/2016 | IBOPE     | 38%            | 8%             | 28%             | 5%            | 4%           | 1%             | 3%         | 2%             | 0%           | 6%              | 5%                      |
| 29/09/2016 | Impar     | 42%            | 9%             | 23%             | 3%            | 3%           | 0%             | 2%         | 1%             | 1%           | 7%              | 9%                      |
| 01/10/2016 | Escutec   | 41,50%         | 8,38%          | 27,50%          | 7,25%         | 4%           | 0,75%          | 2,75%      | 0,50%          | 1%           | 2,63%           | 3,75%                   |
| 01/10/2016 | Data M    | 48,9%          | 5,1%           | 18,1%           | 11,7%         | 2,5%         | 0,2%           | 1,1%       | 1,1%           | 0,2%         | 6,7%            | 4,4%                    |

### 2º turno
| Data       | Instituto    | Edivaldo (PDT) | Eduardo (PMN) | Brancos e nulos | Não sabe/ Não respondeu |
| ---------- | ------------ | -------------- | ------------- | --------------- | ----------------------- |
| 12/10/2016 | Escutec      | 40,9%          | 44,27%        | 6,64%           | 9%                      |
| 14/10/2016 | Econométrica | 47,1%          | 43%           | 4,1%            | 5,8%                    |
| 14/10/2016 | IBOPE        | 43%            | 51%           | 4%              | 2%                      |
| 15/10/2016 | Data M       | 53,7%          | 42,7%         | 2,0%            | 1,6%                    |
| 15/10/2016 | Prever       | 44,6%          | 46,4%         | 3,6%            | 5,4%                    |
| 20/10/2016 | Econométrica | 48%            | 43,3%         | 3,8%            | 4,8%                    |
| 21/10/2016 | Data M       | 54,6%          | 42,6%         | 1,5%            | 1,2%                    |
| 21/10/2016 | Exata        | 46%            | 45%           | 4%              | 5%                      |
| 22/10/2016 | Escutec      | 45%            | 45%           | 4%              | 6%                      |
| 25/10/2016 | Econométrica | 52%            | 39,4%         | 4,4%            | 4,1%                    |
| 26/10/2016 | Exata        | 49%            | 41%           | 5%              | 5%                      |
| 27/10/2016 | Impar        | 52,7%          | 37,8%         | 5,5%            | 4%                      |
| 27/10/2016 | IBOPE        | 48%            | 44%           | 5%              | 3%                      |
| 28/10/2016 | Data M       | 52,5%          | 42,8%         | 2,6%            | 2,1%                    |
| 28/10/2016 | Econométrica | 54,1%          | 37,7%         | 4,2%            | 3,9%                    |
| 29/10/2016 | Escutec      | 49%            | 42%           | 4%              | 5%                      |

## Debates televisionados

### 1º turno
O candidato Edivaldo Holanda Júnior ausentou-se do debate da TV Guará em 22 de setembro, após afirmar em sua propaganda eleitoral que "só iria participar dos dois debates tradicionais da TV maranhense, na TV Difusora e na TV Mirante".
A TV Difusora iria promover um debate em 27 de setembro com a mediação da jornalista Simone Queiroz, e havia convidado os candidatos Edivaldo, Eliziane, Wellington e Fábio. Um dia antes, porém, o candidato Eduardo entrou com uma liminar na Justiça Eleitoral para garantir também a sua participação, e acabou ganhando. No entanto, a emissora cancelou o debate horas antes do início, alegando não haver estrutura para receber mais um candidato.
| Data              | Organizadores                                | Mediador             | Edivaldo (PDT) | Eliziane (PPS) | Wellington (PP) | Fábio (PMDB) | Valdeny (PSOL) | Eduardo (PMN) | Rose (PMB)    | Cláudia (PSTU) | Zeluis (PPL)  |
| ----------------- | -------------------------------------------- | -------------------- | -------------- | -------------- | --------------- | ------------ | -------------- | ------------- | ------------- | -------------- | ------------- |
| 22/09/2016, 22h00 | TV Guará                                     | Américo Azevedo Neto | Ausente        | Presente       | Presente        | Presente     | Não convidado  | Presente      | Presente      | Não convidada  | Não convidado |
| 27/09/2016        | TV Difusora                                  | Simone Queiroz       | Cancelado      | Cancelado      | Cancelado       | Cancelado    | Cancelado      | Cancelado     | Cancelado     | Cancelado      | Cancelado     |
| 29/09/2016, 22h40 | TV Mirante, Rádio Mirante, Imirante.com e G1 | Tonico Ferreira      | Presente       | Presente       | Presente        | Presente     | Não convidado  | Presente      | Não convidada | Não convidada  | Não convidado |

### 2º turno
Assim como no 1º turno, o candidato Edivaldo Holanda Júnior decidiu não participar do debate eleitoral promovido pela TV Guará, com a mesma alegação de que só participaria do debate da TV Mirante. Pelas regras acertadas e comunicadas aos representantes dos candidatos, caso um deles faltasse, o debate viraria automaticamente uma entrevista com o candidato que estivesse presente. Mesmo recebendo o ofício com as regras, após não ter comparecido a reunião, a Coligação Pra Seguir em Frente tentou impedir a realização do debate entrando com um pedido na Justiça Eleitoral, no entanto, o mesmo foi indeferido.
| Data              | Organizadores                                | Mediador                                                                       | Edivaldo (PDT) | Eduardo (PMN) |
| ----------------- | -------------------------------------------- | ------------------------------------------------------------------------------ | -------------- | ------------- |
| 20/10/2016, 22h00 | TV Guará                                     | Américo Azevedo Neto Marcus Saldanha (entrevista) Itevaldo Júnior (entrevista) | Ausente        | Presente      |
| 28/10/2016, 22h30 | TV Mirante, Rádio Mirante, Imirante.com e G1 | Tonico Ferreira                                                                | Presente       | Presente      |

## Resultados

### Prefeito
| Partido | Partido | Candidato  | Votos   | Votos (%) |
| ------- | ------- | ---------- | ------- | --------- |
|         | PDT     | Edivaldo   | 239 737 | 45,66%    |
|         | PMN     | Eduardo    | 112 041 | 21,34%    |
|         | PP      | Wellington | 103 951 | 19,8%     |
|         | PPS     | Eliziane   | 32 500  | 6,19%     |
|         | PMDB    | Fábio      | 19 045  | 3,63%     |
|         | PMB     | Rose       | 10 346  | 1,97%     |
|         | PSTU    | Cláudia    | 4 299   | 0,82%     |
|         | PSOL    | Valdeny    | 2 590   | 0,49%     |
|         | PPL     | Zeluis     | 482     | 0,09%     |
| Totais  | Totais  | Totais     | 524 991 |           |
| Fonte:  |         |            |         |           |

| Partido | Partido | Candidato | Votos   | Votos (%) |
| ------- | ------- | --------- | ------- | --------- |
|         | PDT     | Edivaldo  | 285 242 | 53,94%    |
|         | PMN     | Eduardo   | 243 591 | 46,06%    |
| Totais  | Totais  | Totais    | 528 833 |           |
| Fonte:  |         |           |         |           |

| Dados gerais           | 1º turno 2 de outubro de 2016 | 1º turno 2 de outubro de 2016 | 2º turno 30 de outubro de 2016 | 2º turno 30 de outubro de 2016 |
| Dados gerais           | Total                         | Percentagem                   | Total                          | Percentagem                    |
| Total de votos válidos | 524.991                       | 92,60%                        | 528.833                        | 95,54%                         |
| ---------------------- | ----------------------------- | ----------------------------- | ------------------------------ | ------------------------------ |
| Votos em branco        | 16.535                        | 2,92%                         | 8.758                          | 1,58%                          |
| Votos nulos            | 25.449                        | 4,49%                         | 15.944                         | 2,88%                          |
| Total                  | 566.975                       | 85,93%                        | 553.535                        | 83,90%                         |
| Abstenções             | 92.804                        | 14,07%                        | 106.244                        | 16,10%                         |
| Eleitorado apto        | 659.779                       | 659.779                       | 659.779                        | 659.779                        |

### Vereadores eleitos
| Candidatos                  | Coligação                          | Votos | %    |
| --------------------------- | ---------------------------------- | ----- | ---- |
| Osmar Filho (PDT)           | Juntos Pra Seguir em Frente        | 9.809 | 1,87 |
| Astro de Ogum (PR)          | Juntos Pra Seguir em Frente        | 9.703 | 1,85 |
| Pedro Lucas Fernandes (PTB) | Juntos Pra Seguir em Frente I      | 9.049 | 1,73 |
| Pavão Filho (PDT)           | Juntos Pra Seguir em Frente        | 8.511 | 1,62 |
| Raimundo Penha (PDT)        | Juntos Pra Seguir em Frente        | 8.068 | 1,54 |
| Afonso Manoel (PRP)         | Coragem Pra Fazer                  | 8.057 | 1,57 |
| Marquinhos (DEM)            | Juntos Pra Seguir em Frente        | 7.489 | 1,43 |
| Beto Castro (PROS)          | Juntos Pra Seguir em Frente        | 6.663 | 1,37 |
| Nato Júnior (PP)            | Por Amor à São Luís I              | 6.514 | 1,24 |
| Aldir Júnior (PR)           | Juntos Pra Seguir em Frente        | 6.392 | 1,22 |
| Chico Carvalho (PSL)        | Partido Social Liberal             | 5.784 | 1,10 |
| Ivaldo Rodrigues (PDT)      | Juntos Pra Seguir em Frente        | 5.115 | 0,98 |
| Marcial Lima (PEN)          | Juntos Pra Seguir em Frente I      | 5.007 | 0,95 |
| Pereirinha (PSL)            | Partido Social Liberal             | 4.943 | 0,94 |
| Estevão Aragão (PSB)        | Por Amor à São Luís I              | 4.942 | 0,94 |
| Marcelo Poeta (PCdoB)       | São Luís de Todos Nós              | 4.920 | 0,94 |
| Fátima Araújo (PCdoB)       | São Luís de Todos Nós              | 4.892 | 0,93 |
| Chaguinhas (PP)             | Por Amor à São Luís I              | 4.879 | 0,93 |
| Dr. Gutemberg (PSDB)        | São Luís de Verdade II             | 4.811 | 0,92 |
| Professor Sá Marques (PHS)  | Partido Humanista da Solidariedade | 4.685 | 0,89 |
| Umbelino Júnior (PPS)       | São Luís de Verdade II             | 4.619 | 0,88 |
| Honorato Fernandes (PT)     | O Trabalho Continua                | 4.609 | 0,88 |
| Concita Pinto (PEN)         | Juntos Pra Seguir em Frente I      | 4.426 | 0,84 |
| Bárbara Soeiro (PSC)        | São Luís de Todos Nós              | 4.420 | 0,84 |
| Josué Pinheiro (PSDB)       | São Luís de Verdade II             | 4.350 | 0,83 |
| Ricardo Diniz (PCdoB)       | São Luís de Todos Nós              | 4.205 | 0,80 |
| Edmilson Jansen (PTC)       | O Trabalho Continua                | 4.108 | 0,78 |
| Edson Gaguinho (PHS)        | Partido Humanista da Solidariedade | 4.028 | 0,77 |
| Genival Alves (PRTB)        | Juntos por São Luís I              | 3.030 | 0,58 |
| Cezar Bombeiro (PSD)        | Partido Social Democrático         | 2.248 | 0,43 |
| Silvino Abreu (PRTB)        | Juntos por São Luís I              | 2.233 | 0,43 |

| Vereadores: coligações e partidos eleitos | Vereadores: coligações e partidos eleitos | Vereadores: coligações e partidos eleitos | Vereadores: coligações e partidos eleitos | Vereadores: coligações e partidos eleitos |
| ----------------------------------------- | ----------------------------------------- | ----------------------------------------- | ----------------------------------------- | ----------------------------------------- |
| Coligação / Partido                       | Composição / Sigla                        | Candidatos eleitos                        | Votos válidos (apenas dos eleitos)        | %                                         |
| Juntos Pra Seguir Em Frente               | PDT / DEM / PR / PROS                     | 8                                         | 61.750                                    | 11,88                                     |
| Juntos Pra Seguir Em Frente I             | PTB / PEN                                 | 3                                         | 18.482                                    | 3,52                                      |
| São Luís de Todos Nós                     | PSC / PCdoB                               | 4                                         | 18.437                                    | 3,51                                      |
| Por Amor à São Luís I                     | PP / PSB                                  | 3                                         | 16.335                                    | 3,11                                      |
| São Luís de Verdade II                    | PPS / PSDB / PSDC                         | 3                                         | 13.780                                    | 2,63                                      |
| Partido Social Liberal                    | PSL                                       | 2                                         | 10.727                                    | 2,04                                      |
| O Trabalho Continua                       | PTC / PT                                  | 2                                         | 8.717                                     | 1,66                                      |
| Partido Humanista da Solidariedade        | PHS                                       | 2                                         | 8.713                                     | 1,66                                      |
| Coragem Pra Fazer                         | PMDB / PRP                                | 1                                         | 8.057                                     | 1,57                                      |
| Juntos por São Luís I                     | PRTB / PTN / REDE                         | 2                                         | 5.263                                     | 1,01                                      |
| Partido Social Democrático                | PSD                                       | 1                                         | 2.248                                     | 0,43                                      |

## Rendimento financeiro-eleitoral

### 1º turno
| Candidato a prefeito | Candidato a prefeito          | Candidato a vice-prefeito        | Total de recursos recebidos | Rendimento eleitoral | Eficiência eleitoral                   |
| -------------------- | ----------------------------- | -------------------------------- | --------------------------- | -------------------- | -------------------------------------- |
|                      | Cláudia Durans (PSTU)         | Jean Magno (PSTU)                | R$ 11 390,85                | R$ 2,64/voto         | R$ 13 910,42 para atingir 1% de votos  |
|                      | Edivaldo Holanda Júnior (PDT) | Professor Julio Pinheiro (PCdoB) | R$ 1 503 940,00             | R$ 6,27/voto         | R$ 32 934,21 para atingir 1% de votos  |
|                      | Eduardo Braide (PMN)          | Gilmar dos Anjos (PMN)           | R$ 564 455,14               | R$ 5,03/voto         | R$ 26 448,69 para atingir 1% de votos  |
|                      | Eliziane Gama (PPS)           | José Joaquim (PSDB)              | R$ 787 204,72               | R$ 24,22/voto        | R$ 127 161,65 para atingir 1% de votos |
|                      | Fábio Câmara (PMDB)           | Coronel Flávio de Jesus (PMDB)   | R$ 138 150,00               | R$ 7,25/voto         | R$ 38 082,17 para atingir 1% de votos  |
|                      | Rose Sales (PMB)              | Sidinei Lima (PMB)               | R$ 45 944,00                | R$ 4,44/voto         | R$ 23 313,53 para atingir 1% de votos  |
|                      | Valdeny Barros (PSOL)         | Aline Maria (PSOL)               | R$ 25 590,00                | R$ 9,88/voto         | R$ 51 870,73 para atingir 1% de votos  |
|                      | Wellington do Curso (PP)      | Roberto Rocha Júnior (PSB)       | R$ 482 502,70               | R$ 4,64/voto         | R$ 24 368,17 para atingir 1% de votos  |
|                      | Zeluis Lago (PPL)             | Simone (PPL)                     | R$ 0,00                     | R$ 0,00/voto         | R$ 0,00 para atingir 1% de votos       |
| Total                | Total                         | Total                            | R$ 3 559 177,41             | R$ 6,77/voto         | R$ 35 591,77 para atingir 1% de votos  |

### 2º turno
| Candidato a prefeito | Candidato a prefeito          | Candidato a vice-prefeito        | Total de recursos recebidos | Rendimento eleitoral | Eficiência eleitoral                  |
| -------------------- | ----------------------------- | -------------------------------- | --------------------------- | -------------------- | ------------------------------------- |
|                      | Edivaldo Holanda Júnior (PDT) | Professor Julio Pinheiro (PCdoB) | R$ 1 503 940,00             | R$ 5,27/voto         | R$ 27 882,74 para atingir 1% de votos |
|                      | Eduardo Braide (PMN)          | Gilmar dos Anjos (PMN)           | R$ 564 455,14               | R$ 2,31/voto         | R$ 12 254,25 para atingir 1% de votos |
| Total                | Total                         | Total                            | R$ 2 068 395,14             | R$ 3,91/voto         | R$ 20 683,95 para atingir 1% de votos |